# The Days of the Phoenix
The Days of the Phoenix è un EP del 2000 pubblicato dall band AFI il 20 aprile. Contiene due canzoni estratte dall'album The Art of Drowning. Solo 500 copie sono state pubblicate. La band ha prodotto anche un video per la canzone The Days of the Phoenix.

## Tracce
1. The Days of the Phoenix – 3:27
2. A Winter's Tale – 3:25
3. Wester – 3:02

## Formazione
- Davey Havok - voce
- Jade Puget - chitarra, voce secondaria
- Hunter Burgan - basso, voce secondaria
- Adam Carson -batteria